# Jerer
Der Jerer ist ein intermittierender Fluss im Osten Äthiopiens.

## Verlauf
Der Fluss entspringt im äußersten Norden des Juba Einzugsgebietes in der Nähe von Jijiga in der Region Somali. Er fließt relativ geradlinig in südöstliche Richtung. Der Jerer ist der größte Nebenfluss des Flusses Fafen.

## Hydrometrie
Die Durchflussmenge des Jerer wurde über 3 Jahre (1969–71) in Degehabur bei einem großen Teil des Einzugsgebietes in m³/s gemessen.